# Abdol Hosejn Sardárí
Abdol Hosejn Sardárí (c. 1895 – 1981) byl íránský státník a diplomat, potomek královské Kádžárovské rodiny, který během druhé světové války zachránil mnoho Židů před holokaustem. Je přezdíván íránský Schindler.
Sardárí v roce 1942 dohlížel v Paříži na budovu íránské ambasády. V Paříži v té době žilo mnoho Íránců i íránských Židů. Když bylo město okupováno, nacistické Německo, opírající se o národní socialistickou teorii, že Íránci jsou Árijci, vyhlásilo Íránce za imunní vůči norimberským zákonům z roku 1936, protože podle této rasové teorie jsou „čistokrevnými Árijci“.
Poté, co se administrativní správa přestěhovala do Vichy se Sardárimu podařilo uchovat malou zásobu prázdných pasů. Začal je vydávat íránským Židům po potvrzení okupačních úřadů, že íránští občané jako občané neutrální země nebudou pronásledováni a tímto bylo mnoho perských Židů zachráněno před pronásledováním a nakonec deportací a mohli tak vycestovat z okupované Francie. Opatření proti Židům se ale stále více zostřovala a v zoufalé snaze o pomoc přicházeli i neíránští Židé. Sardarí jim postupně vydal přibližně 500 pasů, aby je před pronásledováním ochránil. Některé pasy pak byly použity více osobami. Kvůli zneužití pravomoci byl po válce íránskou vládou souzen, Mohammad Rezá ho ale osvobodil.
Po válce byl dotazován, proč vlastně pařížským židům pomáhal. Odpověděl, že pomoci íránským občanům bylo jeho povinností, zachránění neíránských občanů bylo jeho povinností lidskou. Zemřel roku 1981, roku 2004 obdržel cenu Simona Wiesenthala.